# Historiae patriae monumenta
Historiae patriae monumenta ou Monumenta historiae patriae (souvent identifié par l'abréviation HPM) est un ensemble de 23 ouvrages, publiés en deux séries entre 1836 et 1901, et contenant des documents historiques principalement relatifs au royaume de Sardaigne.

## Présentation
Les volumes, initialement consacrés uniquement à l'histoire du royaume de Sardaigne, ont été réalisés par la Mission royale pour l'étude de l'histoire de la Patrie (en italien : Regia Deputazione sopra gli studi di Storia Patria), fondée en 1833 à Turin par le roi Charles-Albert.
Un titre alternatif Monumenta historiæ patriæ a été utilisé sur la page de titre et dans le faux-titre des volumes II à V et uniquement dans le faux-titre à partir du volume X.
Le 20e volume (Leges Municipales, IV) ne fut publié qu'en 1955.

## Volumes

### Première série
- Tome I. Chartarum, I, Turin, 1836.  — Tome I sur Internet Archive.
  - (it) Indice dei documenti [du 24 juillet 602 au 7 juillet 1292]  — lire en ligne
  - (la) Chartae
    - Chartae saeculi VII  — lire en ligne • Chartae saeculi VIII  — lire en ligne • Chartae saeculi IX  — lire en ligne • Chartae saeculi X  — lire en ligne • Chartae saeculi XI  — lire en ligne • Chartae saeculi XII  — lire en ligne • Chartae saeculi XIII  — lire en ligne

- Tome II. Leges municipales, I, Turin, 1838.  — Tome II sur Internet Archive.
  - (la) Statuta ac privilegia civitatis Secusiae (Suse)  — lire en ligne
  - (la) Statuta et privilegia civitatis Augustae Praetoriae (Aoste)  — lire en ligne
  - (la) Statuta et privilegia civitatis Niciae (Nice)  — lire en ligne
  - (la) Statuta consulatus ianuensis (Gênes)  — lire en ligne
  - (la) Statuta et privilegia civitatis Taurinensis (Turin)  — lire en ligne
  - (la) Statuta Societatis beati Georgii populi Chieriensis (Chieri)  — lire en ligne
  - (la) Statuta communis Casalis (Casale Monferrato)  — lire en ligne
  - (la) Statuta civitatis Eporediae (Ivrée)  — lire en ligne
  - (la) Statuta civitatis Montiscalerii (Moncalieri)  — lire en ligne

- Tome III. Scriptorum, I, Turin, 1840.  — Tome III sur Internet Archive.
  - (fr) Anciennes chroniques de Savoye.  — lire en ligne
  - (fr) Perrinet Dupin, Chronique du conte Rouge.  — lire en ligne
  - (la) Chronica latina Sabaudiae  — lire en ligne
  - (la) Chronica abbatiae Altaecumbae  — lire en ligne
  - (la) Chronica iuvenalis de acquino ab anno MCDLXXV [1475] usque ad annum MDXV [1515]  — lire en ligne
  - (la) Domenici Machanei, Epitomae historicae  — lire en ligne
  - (fr) Pierre de Lambert, seigneur de la Croix, Mémoires sur la vie de Charles duc de Savoye neuvième, dès l'an MDV [1505] jusqu'en l'an MDXXXIX [1539], avec un discours sommaire sur le succès du siège mis au devant du château et cité de Nice par François roy de France et par le Turch Barberosse de l'an MDXLIII [1543]  — lire en ligne (« discours sommaire sur le succès du siège... »  — lire en ligne)

- - (it) Giuseppe Cambiano, de' signori di Ruffia, Historico discorso al serenissimo Filippo Emanuele di Savoia, principe di Piemont  — lire en ligne

- Tome IV. Scriptores, II, Turin, 1839.  — Tome IV sur Internet Archive.
  - (it) Pietro Gioffredo, Storia delle Alpi Marittime, libri XXVI.

Corografia [livres 1 à 2]  — lire en ligne • Storia [livres 1 à 26]  — lire en ligne • Indice  — lire en ligne
- Tome V. Scriptorum, III, Turin, 1848.  — Tome V sur Internet Archive.
  - (la) Fragmenta chronicae antiquae civitatis Pedonae [Fragments de la chronique de l'ancienne cité de Pedona]  — lire en ligne
  - (la) Vita beati Dalmatii  — lire en ligne
  - (la) Chronicon novaliciense  — lire en ligne
  - (la) Waltharius  — lire en ligne
  - (la) Beati Heldradi novaliciensis abbatis vita  — lire en ligne
  - (la) Necrologium prioratus sancti Andreae taurinensis  — lire en ligne
  - (la) Necrologium monasterii sanctorum Solutoris, Adventoris et Octavii taurinensis  — lire en ligne
  - (la) Sancti Iohannis confessoris archiepiscopi ravennatis ecclesiae vita  — lire en ligne
  - (la) Libellus narrationis seu chronicon coenobii sancti Michaelis de Clusa  — lire en ligne
  - (la) Willelmus, moine, Venerabilis Benedicti clusensis abbatis vita  — lire en ligne
  - (la) Summariae constitutiones monasterii beatae Mariae de Abundantia  — lire en ligne
  - (la) Necrologium monasterii beatae Mariae de Abundantia  — lire en ligne
  - (la) Fragmentum martyrologii ecclesiae beati Evasii casalensis  — lire en ligne
  - (la) Necrologium ecclesiae beati Evasii casalensis  — lire en ligne
  - (la) Necrologium insignis collegii canonicorum sanctorum Petri et Ursi Augustae Praetoriae  — lire en ligne
  - (la) Selecta e libro anniverssariorum, refectoriorum, vigiliarum et missarum conventualium ecclesiae cathedralis augustanae  — lire en ligne
  - (la) Martyrologium graeco-augustanum ecclesiae sancti Mauricii de Brusson in valle Challand apud Augustanos  — lire en ligne
  - (la) Kalendarium augustanum  — lire en ligne
  - (la) Extractus anniversariorum, refectoriorum, vigiliarum et missarum conventualium fieri solitarum in ecclesiae cathedrali civitatis Augustae Praetoriae  — lire en ligne
  - (la) Ogerii Alpherii (Alferii), Fragmenta de gestis astensium  — lire en ligne
  - (la) Memoriale Guilielmi Venturae civis astensis de gestis civium astensium et plurium aliorum  — lire en ligne
  - (la) Memoriale Secundini Venturae civis astensis  — lire en ligne
  - (it) Gioffredo della Chiesa, Cronaca di Saluzzo (Saluces)  — lire en ligne
  - (it) Galeotto del Carretto, Cronica di Monferrato (Montferrat)  — lire en ligne
  - (la) Benvenuti Sangeorgii chronicon  — lire en ligne
  - (la) fr. Iacobi ab Aquis (Iacopo da Acqui/Giacomo d'Acqui), Chronicon imaginis mundi  — lire en ligne

- Tome VI. Chartarum, II, Turin, 1853.  — Tome VI sur Internet Archive.
  - (la) Chartae ab anno DCC [700] ad annum MCCLXXXXIX [1299]  — lire en ligne
    - Indice dei documenti  — lire en ligne • Chartae saeculi VIII  — lire en ligne • Chartae saeculi IX  — lire en ligne • Chartae saeculi X  — lire en ligne • Chartae saeculi XI  — lire en ligne • Chartae saeculi XII  — lire en ligne • Chartae saeculi XIII  — lire en ligne

  - (la) Ursonis Notarii Genuensis, Carmen, saec. XIII.  — lire en ligne.

- Tome VII. Liber Iurium Reipublicae Genuensis, I, Turin, 1854.  — Tome VII sur Internet Archive.
  - (la) Chartae
    - Index documentarum  — lire en ligne • Chartae saeculi X  — lire en ligne • Chartae saeculi XI  — lire en ligne • Chartae saeculi XII  — lire en ligne • Chartae saeculi XIII  — lire en ligne • Chartae saeculi XIIII  — lire en ligne • Index rerum et verborum  — lire en ligne

- Tome VIII. Edicta Regum Langobardorum [Édits des rois des Lombards], Turin, 1855.  — Tome VIII sur Internet Archive.
  - (la) Edicta Regum Langobardorum  — lire en ligne
    - Edictum Rotharis Regis (Rothari)  — lire en ligne • Edictum Grimowaldi Regis (Grimoald de Bénévent)  — lire en ligne • Edictum Liutprandi Regis (Liutprand)  — lire en ligne •  Edictum Rachis Regis (Ratchis)  — lire en ligne • Edictum Ahistulfi Regis (Aistolf)  — lire en ligne • Appendices  — lire en ligne • Appendix I : Chronicon Gothanum  — lire en ligne • Appendix II : Origines Langobardicae  — lire en ligne • Appendix III : Langobardorum Regum leges ad edictum non pertinentes  — lire en ligne • Appendix IIII : Karoli Magni francorum et langobardorum regis (Charlemagne)  — lire en ligne • Appendix V : Adelchis Beneventanorum ducis  — lire en ligne • Appendix VI : Inscriptiones langobardicae  — lire en ligne • Appendix VII : Ad leges langobardicas glossae cavenses et eporedienses  — lire en ligne • Appendix VIII : Glossarium cavense  — lire en ligne • Appendix VIIII : Glossarium matritense  — lire en ligne • Appendix X : De filiis clericorum constitutio sub romanorum imperatorum nomine conficta  — lire en ligne • Appendix XI : Ad memoratorium De mercedibus magistrum comacinorum adnotationes caroli promis  — lire en ligne • Notae criticae et variae lectiones  — lire en ligne •

- Tome IX. Liber Iurium Reipublicae Genuensis, II, Turin, 1857.  — Tome IX sur Internet Archive.
  - (la) Chartae ab anno MCXXXVIII [1138] ad annum MCCCCXLVII [1447]
    - Index documentorum  — lire en ligne • Chartae saeculi XII  — lire en ligne • Chartae saeculi XIII  — lire en ligne • Chartae saeculi XIV  — lire en ligne • Chartae saeculi XV  — lire en ligne • Index rerum et verborum  — lire en ligne •

- Tome X. Codex diplomaticus Sardiniae, I, Turin, 1861.  — Tome X sur Internet Archive.
  - (it)(la) Codice diplomatico di Sardegna

- Tome XI. Scriptores, IV, Turin, 1863.  — Tome XI sur Internet Archive.
  - (la) Guillelmini Schiavinae (Guglielmino Schiavina), Annales alexandrini  — lire en ligne
  - (la) Anastasii Germonii (Anastasio Germonio), Commentariorum  — lire en ligne
  - (la) Josephi Francisci Meyranesii (Giuseppe Francesco Meyranesio), Pedemontium sacrum  — lire en ligne

- Tome XII. Codex diplomaticus Sardiniae, II, Turin, 1868.  — Tome XII sur Internet Archive.
  - Codice diplomatico di Sardegna con altri documenti storici  — lire en ligne
    - (it) Dissertazione sesta  — lire en ligne • (la)(es)(ca)(it) Diplomi e carte del secolo decimoquinto [XV]  — lire en ligne • (it) Dissertazione settima  — lire en ligne • (la)(es)(ca)(it) Diplomi e carte del secolo XVI  — lire en ligne • (it) Dissertazione ottava  — lire en ligne • (la)(es)(ca)(it) Diplomi e carte del secolo decimosettimo [XVII]  — lire en ligne •

- Tome XIII. Chartarum, III, Torino, 1873.  — Tome XIII sur Internet Archive.
  - Codex diplomaticus Langobardie
    - (it) Giulio Porro Lambertenghi, al lettore, 58 p.  — lire en ligne • (la)(it) Chartae saeculi VIII  — lire en ligne • (la)(it) Chartae spuriae saeculi VII et VIII, quae omittuntur  — lire en ligne • (la)(it) Chartae saeculi IX  — lire en ligne • (la)(it) Chartae spuriae saeculi IX  — lire en ligne • (la)(it) Chartae saeculi X  — lire en ligne • (la)(it) Chartae spuriae saeculi X  — lire en ligne • (la) Index chartarum  — lire en ligne • (la)(it) Glossarium  — lire en ligne • (la) Index nominum  — lire en ligne • (la) Indice corografico  — lire en ligne

- Tome XIV. Comitiorum, pars prior, Turin, 1879.  — Tome XIV sur Internet Archive.
  - (la)(it)(fr) Atti e documenti delle antiche assemblee rappresentative nella Monarchia di Savoia, tomo primo, anni 1264-1560, Cuba, éd. Frederigo Emanuele Bollati.  — lire en ligne

- Tome XV. Comitiorum, pars altera, Turin, 1884.  — Tome XV sur Internet Archive.
  - (it)(fr) Atti e documenti delle antiche assemblee rappresentative nella Monarchia di Savoia, tomo secundo, anni 1561-1766, Cuba, éd. F. E. Bollati di Saint Pierre.  — lire en ligne

- Tome XVI Part I. Leges Municipales, II, pars prior, Turin, 1876.  — Tome XVI pars prior sur Internet Archive.
  - (la) Liber statutorum consulum cumanorum justicie et negotiatorum (Côme)  — lire en ligne
    - Antonius Ceruti, benevolo lectori, 8 p.  — lire en ligne • Liber statutorum consulum cumanorum iusticie et negociatorum  — lire en ligne

  - (la) Statutorum novocomensium pars altera (Côme)  — lire en ligne
  - (la) Statuta communitatis Novariae (Novare)  — lire en ligne
    - Antonius Ceruti, benevolo lectori, 17 p.  — lire en ligne • Statuta communitatis Novariae  — lire en ligne

  - (la) Liber consuetudinum Mediolani anno MCCXVI collectarum (Milan)  — lire en ligne
    - Iulius Porro Lambertenghi, benevolo lectori, 8 p.  — lire en ligne • Liber consuetudinum Mediolani anno MCCXVI  — lire en ligne

  - (la) Statuta iurisdictionum Mediolani (Milan)  — lire en ligne
    - Antonius Ceruti, benevolo lectori, 4 p.  — lire en ligne • Statuta iurisdictionum Mediolani 47 p.  — lire en ligne

- Tome XVI Part II. Leges Municipales, II, pars altera, Turin, 1876.  — Tome XVI pars altera sur Biblioteca europea di informazione e cultura.
  - Statuta communis Vercellarum (Verceil)
    - (it) Giovambatista Adriani, ai lettori cortesi, 75 p. • (la) Statuta communis Vercellarum

  - Statuta civitatis Brixiae / Statuti bresciani del secolo XIII (Brescia)
    - (it) Prefiazone 16 p. • (la)(it) Tavola dei consoli, podestà, vicarii, capitani ecc. che ressero Brescia dai primi tempi del comune fino al 1832 • Statuti di Brescia dell'anno MCCCXIII • (it) Federico Odorici, Antecedenti istorici, 4 p. • (la) Statuta civitatis Brixiae MCCCXIII

  - (it) Degli statuti italiani e in particulare delle collezioni più antico statuto di Bergamo (Bergame)
    - (la) Antiquae collationes statuti veteris civitatis Pergami

- Tome XVII. Codex diplomaticus ecclesiensis, Turin, éd. Fratres Bocca  bibliopolas regis, 1877  — Tome XVII sur Internet Archive.  — Tome XVII sur Biblioteca europea di informazione e cultura.
  - (it) Villa di Chiesa Notizie storiche  — lire en ligne
  - (it) Dell'industria delle Argentiere nel territorio di villa di Chiesa (iglesias) in Sardigna nei primi tempi della dominazione aragones  — lire en ligne
  - (it) Breve di Villa di Chiesa di sigerro approvato con carta dell'Infante Don Alfonso d'Aragona degli 8 giugno 1327  — lire en ligne
  - (it) Codice diplomatico ecclesiense  — lire en ligne

- Tome XVIII. Leges Genuenses, Turin, 1901.  — Tome XVIII sur Biblioteca europea di informazione e cultura.
  - (la) Leges genuenses (Gênes)

- Tome XIX. Liber potheris communis civitatis Brixiae (Brescia), Turin, éd. Fratres Bocca bibliopolas regis, 1899.  — Tome XIX sur Internet Archive.
  - (it) Francesco Bettoni Cazzago et Luigi Francesco Fè d'Ostiani, Prefazione al Liber potheris  — lire en ligne
  - (la) Liber potheris cumunis civitatis Brixiae  — lire en ligne

- Tome XX. Leges Municipales, IV, Turin, 1955[1].
  - Statuti di Pinerolo (Pignerol) e statuti di Chieri (Chieri).

### Seconde série
- Tome XXI. Codex diplomaticus Cremonae, I, Torino, 1895.  — Tome XXI sur Internet Archive.
  - Codice Diplomatico Cremonese (Crémone), 715-1334, vol. I.  — lire en ligne
    - Lorenzo Astegiano, Prefazione'  — lire en ligne • Secolo VIII  — lire en ligne • Secolo IX  — lire en ligne • Secolo X  — lire en ligne • Secolo XI  — lire en ligne • Secolo XII  — lire en ligne • Secolo XIII  — lire en ligne

- Tome XXII. Codex diplomaticus Cremonae, II, Torino, 1898.  — Tome XXII sur Internet Archive.
  - Codice Diplomatico Cremonese, 715-1334, vol. II.  — lire en ligne
    - (la) Secolo XIV  — lire en ligne • (la) Documenti di Guastalla e Luzzara fino all'anno 1127  — lire en ligne • (la) Documenti della lite con l'Abate di S. Sisto di Piacenza per Guastalla e Luzzara (1193-1227)  — lire en ligne • (la) Documenti della lite con Anselmo Selvatico e l'Abate di S. Sisto di Piacenza per Castelnuovo Bocca d'Adda (1226- 1234)  — lire en ligne • (la) Documenti della lite con Bonino Mommolerio di Asti (1224-1230)  — lire en ligne • (la)(it) Codice segnato IHS (Iesus) oppure Investiturarum (1206-1225)  — lire en ligne • (la) Carte della Capsa Monetae (1225-1229)  — lire en ligne • (la) Codice C. Provvisioni della Gabella Magna (1255-1310)  — lire en ligne • (la) Documenti non cremonesi conservati nell'Archivio del comune di Cremona  — lire en ligne • (la) Serie dei Vescovi di Cremona, fino al 1335  — lire en ligne • (la) Serie dei Rettori di Cremona, fino al 1335  — lire en ligne • (la) Serie dei Cremonesi che ebbero ufficio in altri Comuni, fino al 1335  — lire en ligne • (la) Ricerche sulla Storia Civile del comune di Cremona, fino al 1334  — lire en ligne

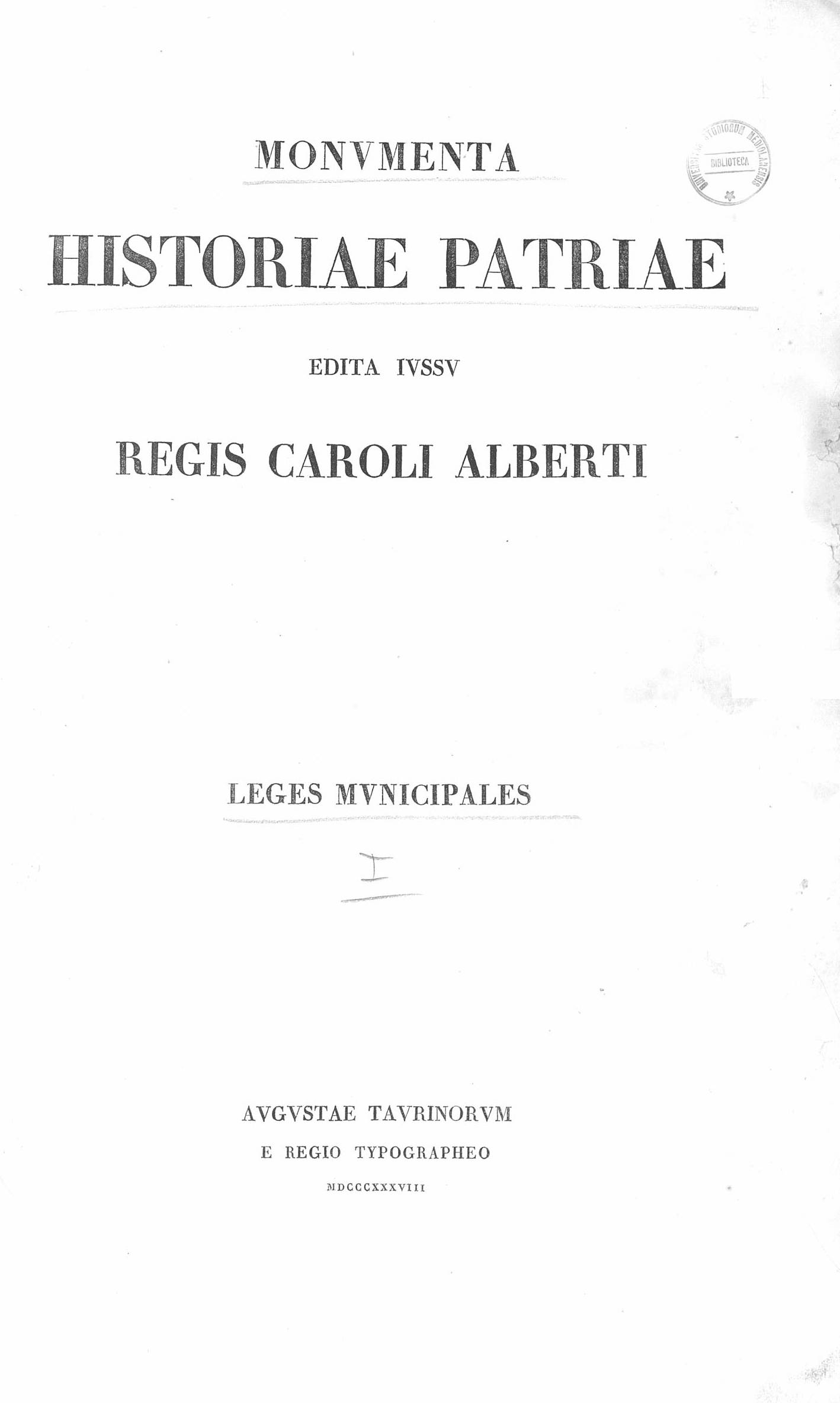
t. II : Leges municipales (1838)
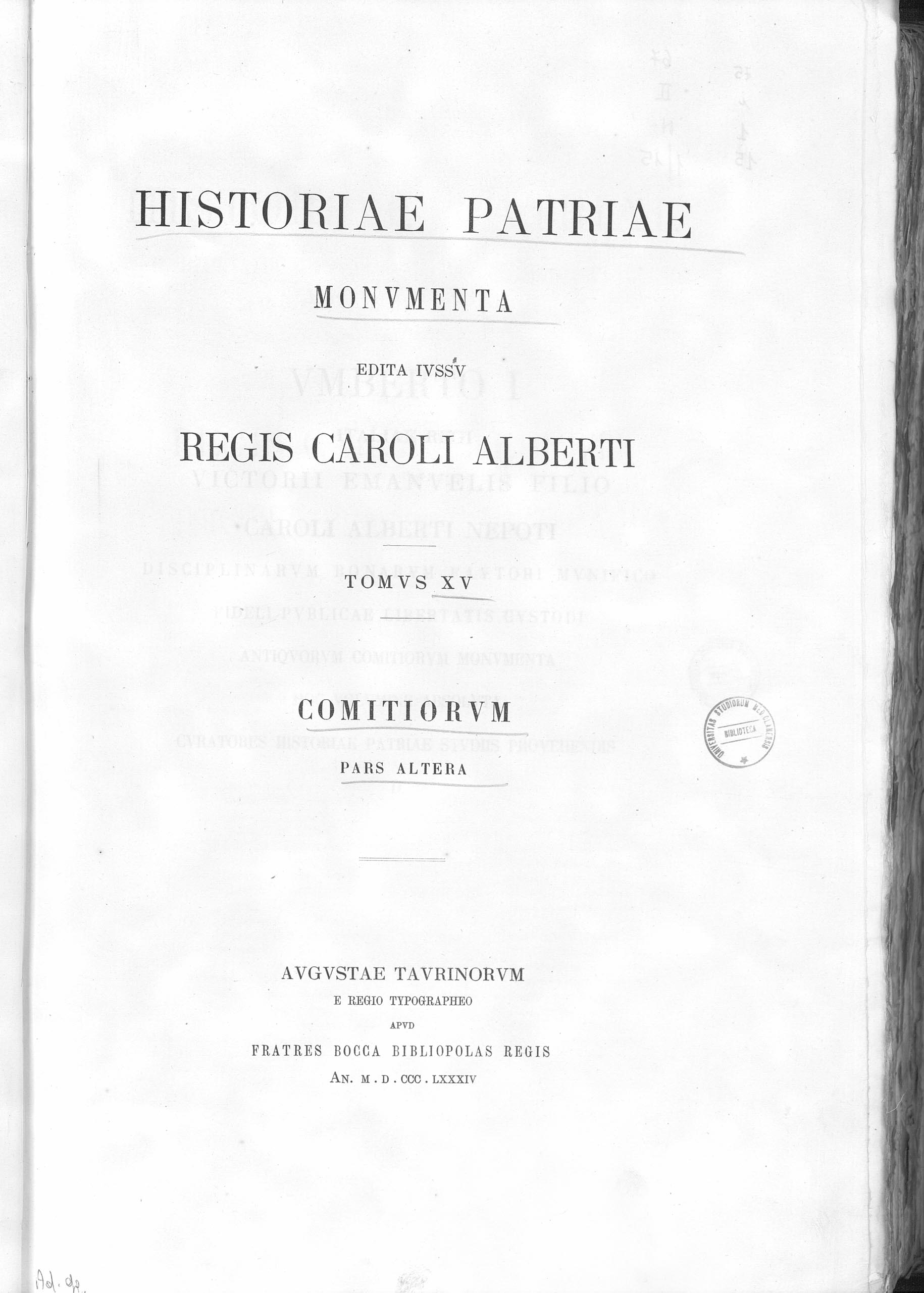
t. XV : Comitiorum, I, Pars altera (1884)
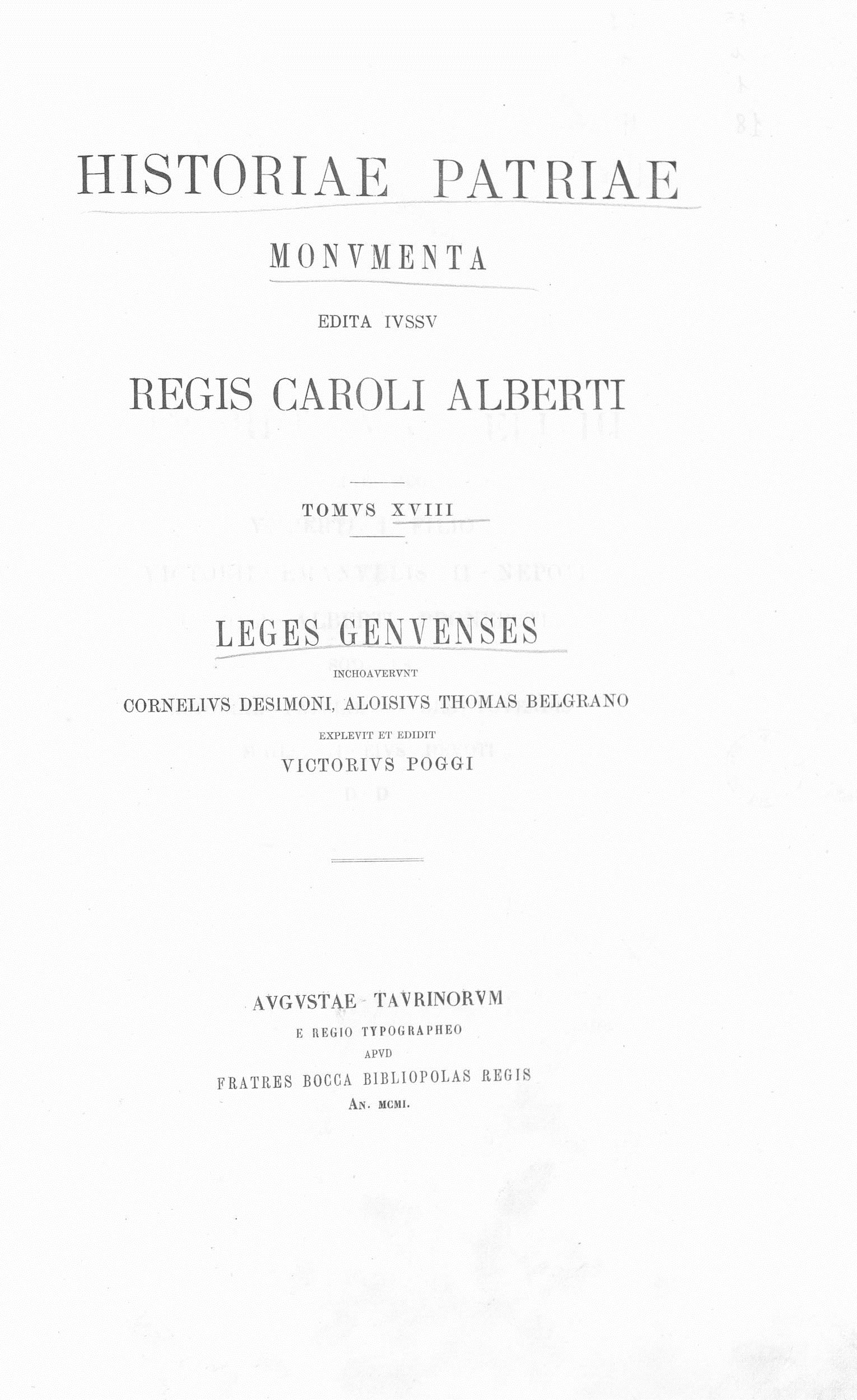
t. XVIII : Leges genuenses (1901)
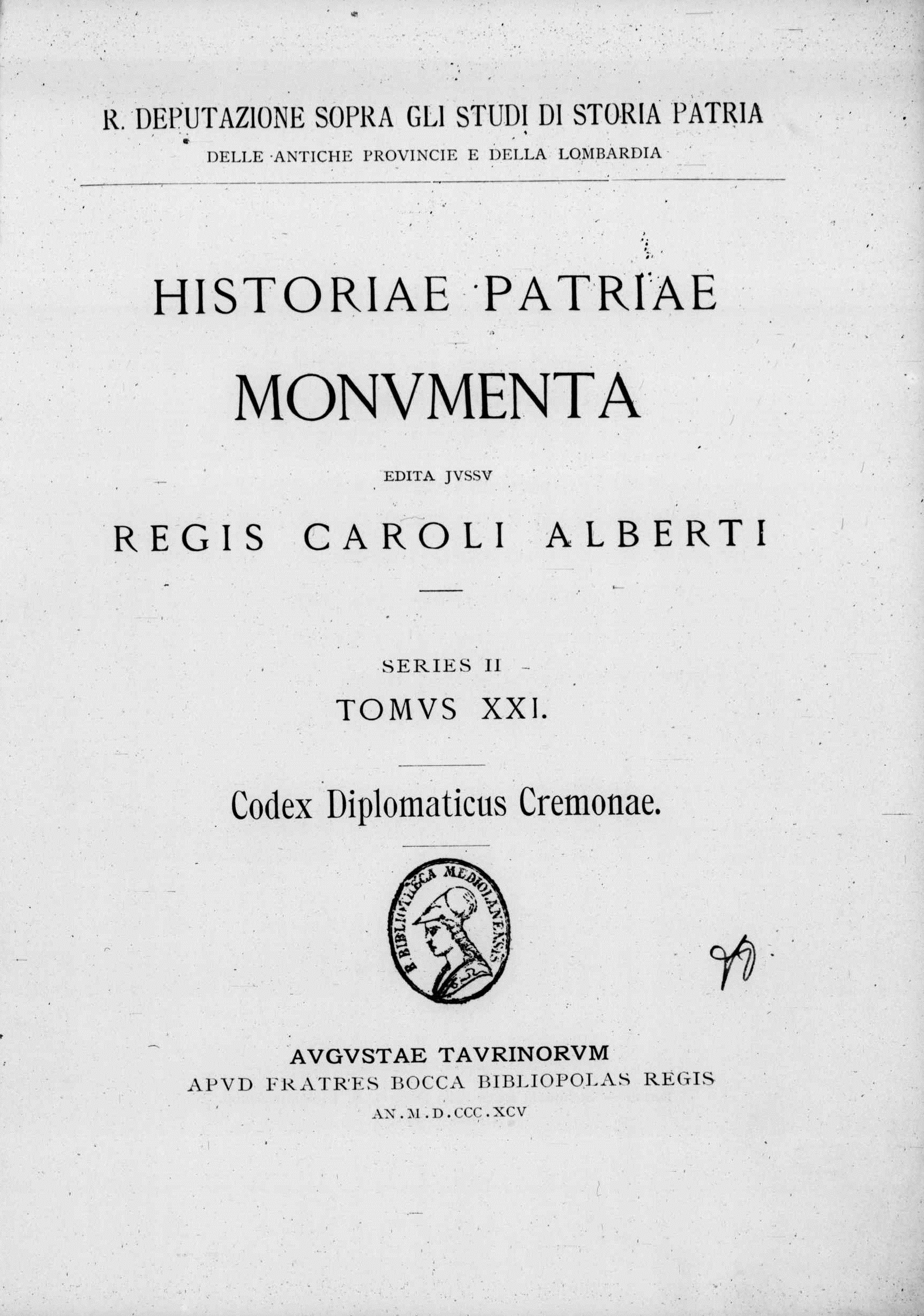
t. XXI : Codex diplomaticus Cremonae (1895)